# Sir Mac Réco
Sir Mác Reco é um personagem fictício do Universo Disney. Ele é um ancestral do Tio Patinhas sendo da primeira geração da Família Pato. Criado por Carl Barks.
Nasceu na Escócia em 1110 e depois tornou-se líder da Família Pato. Foi um líder com muito sucesso e tornou-se muito rico graças a este fato. Morreu em 1175 e foi enterrado no cemitério da família, sendo que sua armadura encontra-se no hall do castelo.